# Cumings
Cumings – jednostka osadnicza w Stanach Zjednoczonych, w stanie Teksas, w hrabstwie Fort Bend.